# Buros
Buros är en kommun i departementet Pyrénées-Atlantiques i regionen Nouvelle-Aquitaine i sydvästra Frankrike. Kommunen ligger i kantonen Morlaàs som tillhör arrondissementet Pau. År 2022 hade Buros 1 988 invånare.

## Befolkningsutveckling
Antalet invånare i kommunen Buros
| Referens: INSEE |